# Gabrielle Bell
Gabrielle Bell (24 de marzo de 1976, Londres, Inglaterra) es una caricaturista británica nacionalizada estadounidense, reconocida por sus historias surrealistas y melancólicas, algunas de ellas semibiográficas.
Entre 1998 y 2002, Bell publicó de manera anual un cómic de 32 páginas, cada uno de ellos iniciando con la frase "Libro de...", incluyendo el Libro del Insomnio, Libro del Sueño, Libro de Negro, Libro de las Mentiras y el Libro de las Cosas Ordinarias. Muchas de las historias de estos cómics fueron incluidas en la colección When I'm Old and Other Stories, publicada por Alternative Comics en 2003. Ese mismo año empezó a publicar la serie de cómics semibiográfica Lucky, ganadora del premio Ignatz. Otros de sus trabajos más destacados incluyen a Cecil and Jordan in New York, The Voyeurs y Everything is Flammable.